# Бирзиминијум
 Бирзиминијум (Берсумнум, Бурзумон; лат. Birziminium, Bersumnum, Burzumon) је римски град чија се локација од стране појединих историчара идентификује у Подгорици, на ушћу ријека Рибнице и Мораче. Био је постаја на римској саобраћајници у предјелу данашње Црне Горе, правцем запад-исток, од Нароне (Вид, код Метковића) до Скодре (Скадар). У науци су подијељена мишљења, о томе како се првобитно звало насеље или станица на римском путу Скодра (Скадар) – Андерба, на мјесту данашње Подгорице: Бирзиминиум или Алата.
Овај град је забиљежен на Појтингеровој табли (4. до 6. вијек) и у тзв. „Itinerarum-u Antonini“, као успутна станица, удаљена од Халате десет, а од мјеста „Cinna“ 16 миља. Тзв. Равенски картограф га помиње  као мјесто поред града Медеон (Медун). Могуће је да се код Берсумнума (Бирзиминијума) одвајао један крај пута  у правцу данашњг Колашина, долином Мораче.